# Philippe Soreil
Philippe Soreil né à Ans le 1er février 1951, est un animateur et présentateur de la télévision belge (RTL TVI puis RTBF).
Il est le frère d'Alain Soreil plus connu sous le nom d'Albert Cougnet, le fils de Paul Soreil, romaniste, et le petit-fils d'Arsène Soreil, professeur à l'Université de Liège.
Globe-trotter durant des années 1970, Philippe Soreil commence sa carrière d'animateur pour la radio libre SIS (Station Indépendante Satellite) qu'il fonde avec des amis le 7 juillet 1980. Ensuite il travaille pour Radio Contact où il anime les matinées. 
En 1984, il débute à la télévision à RTL Télévision où il présente Tête à tête avec Frédérique Ries.
Il rejoint ensuite la télévision belge RTL TVI où il présente Entrée libre en 1988 et 1989. Il y recevait quotidiennement des invités venus parler en plateau de leur actualité. Ensuite, vient l'émission animalière La main à la patte qu’il anime et produit de 1989 à 1997. 
De 1998 à 2015, il présente sur la Une (RTBF) l'émission hebdomadaire La clef des champs qui met en valeur le patrimoine rural et les activités des agriculteurs wallons. Depuis 2015, il est un des « experts » de l'émission Les Ambassadeurs présentée par Armelle Gysen.
Depuis le 21 janvier 2021, il est l'animateur d'une chronique sur SIS Radio « C'est parti pour un tour ».[réf. souhaitée]

## Sources
- http://www.readmylips.be/fr/orateurs/philippe-soreil
- Philippe Soreil dans La Clef des Champs